# Cité de la Préhistoire
La Cité de la Préhistoire se trouve sur la commune d'Orgnac-l'Aven dans l'Ardèche, sur le site de l'aven d'Orgnac reconnu par le label Grand Site de France. Fondé en 1988, l'établissement est doté du label musée de France.

## Les animations culturelles

### L'exposition temporaire
du 15 mai au 15 novembre 2008 l'exposition « Préhistoire de la bande dessinée et du dessin animé » a montré les travaux de Marc Azéma : unissant l’œil du préhistorien spécialisé dans l'art préhistorique et celui du réalisateur, ce dernier voit dans les superpositions et juxtapositions d'images, fréquentes dans l'art du Paléolithique, la création d'images animées sur le même principe que les techniques modernes des films. Azéma y a aussi montré les travaux de numérisation 3D qui se développent depuis une dizaine d'années (premiers essais vers 2005) dans le monde de l'archéologie ; cette exposition a également été montrée en avril-novembre 2009 au Centre de préhistoire du Pech Merle de Cabrerets (Lot).

## Fréquentation
| Année | Entrées gratuites | Entrées payantes | Total   |
| ----- | ----------------- | ---------------- | ------- |
| 2001  | 0                 | 115 997          | 115 997 |
| 2002  | 0                 | 138 817          | 138 817 |
| 2003  | 0                 | 135 683          | 135 683 |
| 2004  | 0                 | 125 080          | 125 080 |
| 2005  | 0                 | 121 809          | 121 809 |
| 2006  | 0                 | 147 599          | 147 599 |
| 2007  | 6 889             | 130 448          | 137 337 |
| 2008  | 9 318             | 99 257           | 108 575 |
| 2009  | 6 204             | 110 153          | 116 357 |
| 2010  | 4 428             | 94 664           | 99 092  |
| 2011  | 3 825             | 103 917          | 107 742 |
| 2012  | 0                 | 0                | 0       |
| 2013  | 0                 | 0                | 0       |
| 2014  | 11 321            | 131 832          | 143 153 |
| 2015  | 33 340            | 124 618          | 157 958 |
| 2016  | 32 046            | 136 145          | 168 191 |
| 2017  | 0                 | 161 500          | 161 500 |
| 2018  | 0                 | 149 500          | 149 500 |

En 2011, le musée régional de la Préhistoire qui avait été créé en 1988 sous l'impulsion de Jean Combier, alors directeur des Antiquités Préhistoriques de la Région Rhône-Alpes, ferme ses portes pour laisser place à la cité de la Préhistoire (ouverte en 2014).

## Galerie photos

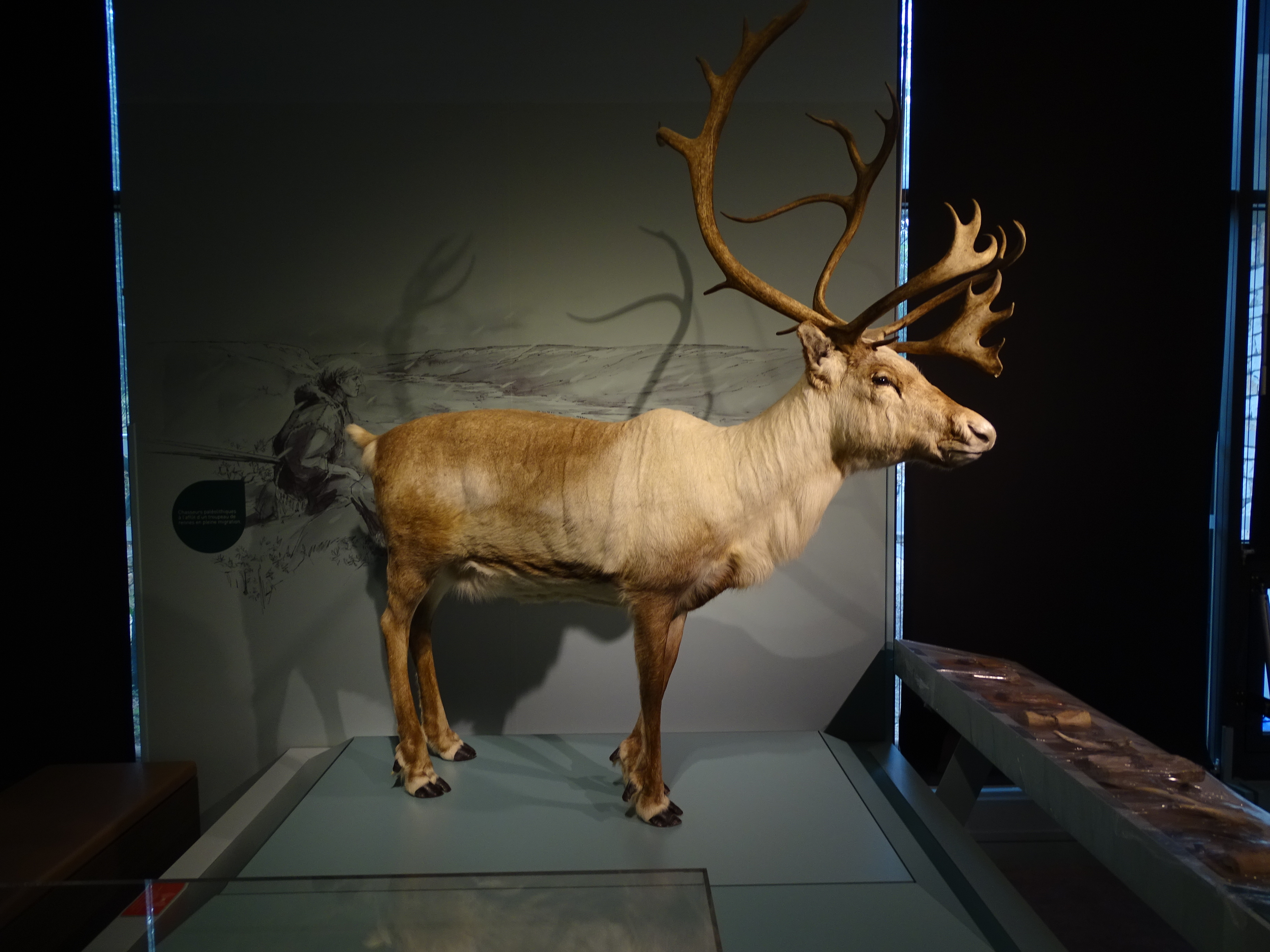
Renne (Rangifer tarandus)
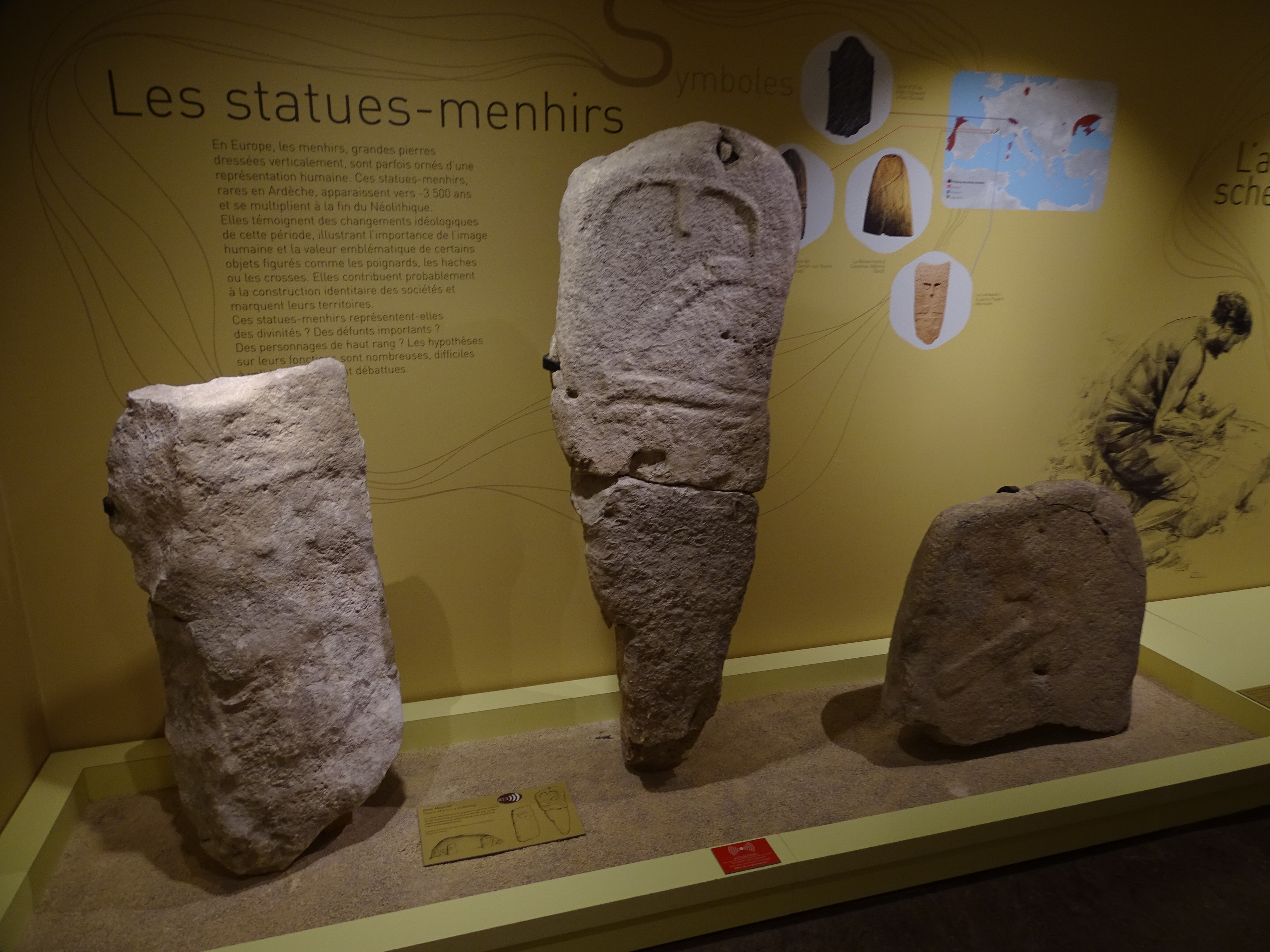
Statues-menhir
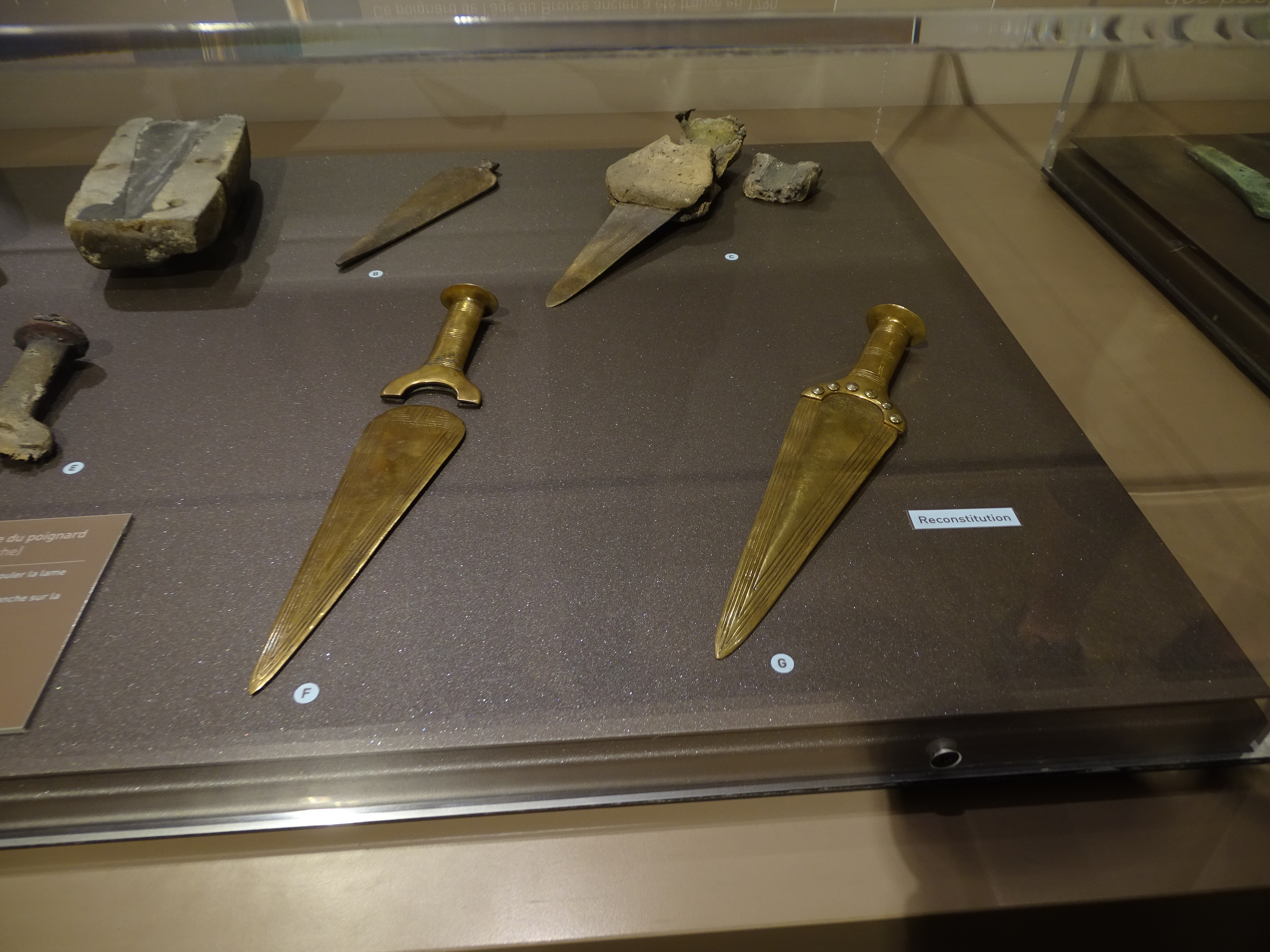
Reconstitution du poignard de Crussol
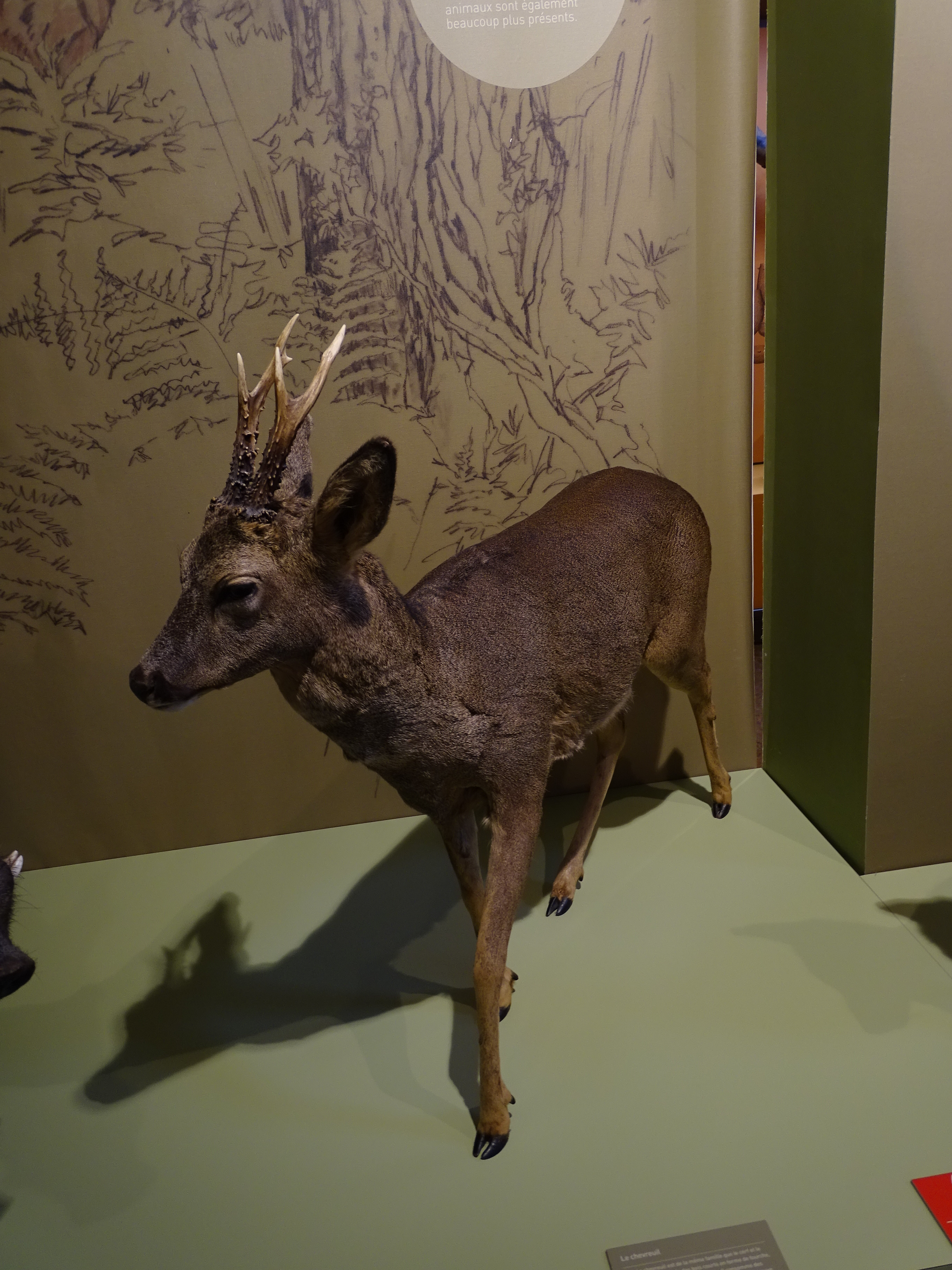
Chevreuil (Capreolus capreolus)